# 1982-es magyar úszóbajnokság
Az 1982-es magyar úszóbajnokságot augusztusban rendezték meg a Komjádi Béla Sportuszodában.

## Eredmények

### Férfiak
| Versenyszám            | Arany                                                                | Arany    | Ezüst                                                                  | Ezüst    | Bronz                                                             | Bronz    |
| ---------------------- | -------------------------------------------------------------------- | -------- | ---------------------------------------------------------------------- | -------- | ----------------------------------------------------------------- | -------- |
| 100 m gyorsúszás       | Kovács Ottó Bp. Honvéd                                               | 54,14    | Wladár Sándor Újpesti Dózsa                                            | 54,16    | Szondi György Bp. Spartacus                                       | 54,41    |
| 200 m gyorsúszás       | Nagy Sándor Újpesti Dózsa                                            | 1:54,46  | Wladár Sándor Újpesti Dózsa                                            | 1:57,23  | Wladár Zoltán Újpesti Dózsa                                       | 1:58,53  |
| 400 m gyorsúszás       | Nagy Sándor Újpesti Dózsa                                            | 4:03,39  | Wladár Zoltán Újpesti Dózsa                                            | 4:06,07  | Koczka Lajos KSI                                                  | 4:09,11  |
| 1500 m gyorsúszás      | Nagy Sándor Újpesti Dózsa                                            | 16:01,65 | Koczka Lajos KSI                                                       | 16:03,57 | Wladár Zoltán Újpesti Dózsa                                       | 16:40,65 |
| 100 m hátúszás         | Wladár Sándor Újpesti Dózsa                                          | 57,12    | Novotny Attila BVSC                                                    | 59,66    | Horváth Zsolt Ferencvárosi TC                                     | 1:01,18  |
| 200 m hátúszás         | Wladár Sándor Újpesti Dózsa                                          | 2:02,35  | Balajti Zoltán Orvosegyetem SC                                         | 2:09,76  | Horváth Zsolt Ferencvárosi TC                                     | 2:10,28  |
| 100 m mellúszás        | Kovács József Bp. Spartacus                                          | 1:06,15  | Vermes Albán Újpesti Dózsa                                             | 1:07,39  | Hegedűs Gábor Vasas SC                                            | 1:08,91  |
| 200 m mellúszás        | Vermes Albán Újpesti Dózsa                                           | 2:20,42  | Kovács József Bp. Spartacus                                            | 2:25,38  | Hegedűs Gábor Vasas SC                                            | 2:30,06  |
| 100 m pillangóúszás    | Énekes Zoltán Bp. Spartacus                                          | 56,62    | Mészáros Gábor Bp. Honvéd                                              | 57,03    | Bán Attila Bp. Spartacus                                          | 59,75    |
| 200 m pillangóúszás    | Énekes Zoltán Bp. Spartacus                                          | 2:01,72  | Mészáros Gábor Bp. Honvéd                                              | 2:08,53  | Szebellédi Péter Bp. Honvéd                                       | 2:11,02  |
| 200 m vegyes úszás     | Wladár Sándor Újpesti Dózsa                                          | 2:05,50  | Hegedűs Gábor Vasas SC                                                 | 2:11,00  | Vermes Albán Újpesti Dózsa                                        | 2:11,86  |
| 400 m vegyes úszás     | Wladár Sándor Újpesti Dózsa                                          | 4:27,46  | Énekes Zoltán Bp. Spartacus                                            | 4:35,82  | Szebellédi Péter Bp. Honvéd                                       | 4:46,77  |
| 4 × 100 m gyorsváltó   | Bp. Honvéd Mészáros Gábor Kormos István Szilágyi Zoltán Kovács Ottó  | 3:38,86  | Újpesti Dózsa László Frigyes Wladár Sándor Wladár Zoltán Nagy Sándor   | 3:42,11  | Ferencvárosi TC Besze Gábor Laub Csaba Sáthy István Horváth Zsolt | 3:45,53  |
| 4 × 200 m gyorsváltó   | Újpesti Dózsa Nagy Sándor Wladár Zoltán László Frigyes Wladár Sándor | 7:56,68  | Bp. Honvéd Kovács Ottó Szebellédi Péter Mészáros Gábor Szilágyi Zoltán | 7:59,18  | Ferencvárosi TC Horváth Zsolt Sáthy István Laub Csaba Besze Gábor | 8:21,41  |
| 4 × 100 m vegyes váltó | Újpesti Dózsa Wladár Sándor Vermes Albán Varga Péter Nagy Sándor     | 3:57,03  | Bp. Spartacus Szokol Tamás Kovács József Énekes Zoltán Szondi György   | 3:59,15  | Eger SE Lőrincz Attila Nagy István Urbán Ferenc Herczegh Attila   | 4:12,63  |

### Nők
| Versenyszám            | Arany                                                                 | Arany   | Ezüst                                                         | Ezüst   | Bronz                                                                | Bronz   |
| ---------------------- | --------------------------------------------------------------------- | ------- | ------------------------------------------------------------- | ------- | -------------------------------------------------------------------- | ------- |
| 100 m gyorsúszás       | Orosz Andrea Bp. Spartacus                                            | 58,80   | Fodor Ágnes Eger SE                                           | 59,69   | Németh Lívia BVSC                                                    | 1:00,34 |
| 200 m gyorsúszás       | Orosz Andrea Bp. Spartacus                                            | 2:05,21 | Fodor Ágnes Eger SE                                           | 2:07,37 | Hegedűs Ágnes Bp. Spartacus                                          | 2:10,45 |
| 400 m gyorsúszás       | Orosz Andrea Bp. Spartacus                                            | 4:21,25 | Hegedűs Ágnes Bp. Spartacus                                   | 4:30,71 | Fodor Ágnes Eger SE                                                  | 4:44,48 |
| 800 m gyorsúszás       | Hegedűs Ágnes Bp. Spartacus                                           | 9:16,99 | Pándi Emese Vasas SC                                          | 9:21,57 | Sass Katalin Orvosegyetem SC                                         | 9:32,79 |
| 100 m hátúszás         | Virágh Katalin KSI                                                    | 1:05,26 | Fodor Ágnes Eger SE                                           | 1:06,14 | Kálmán Andrea Bp. Honvéd                                             | 1:06,27 |
| 200 m hátúszás         | Sass Katalin Orvosegyetem SC                                          | 2:20,49 | Szentirmai Andrea Orvosegyetem SC                             | 2:20,95 | Fodor Ágnes Eger SE                                                  | 2:21,12 |
| 100 m mellúszás        | Gál Katalin BVSC                                                      | 1:18,07 | Pócsai Csilla Vasas SC                                        | 1:18,51 | Sipos Katalin Bp. Spartacus                                          | 1:19,47 |
| 200 m mellúszás        | Pócsai Csilla Vasas SC                                                | 2:46,28 | Sipos Katalin Bp. Spartacus                                   | 2:47,54 | Kertész Zsuzsa Bp. Honvéd                                            | 2:49,31 |
| 100 m pillangóúszás    | Pócsai Csilla Vasas SC                                                | 1:05,96 | Pócsai Andrea Vasas SC                                        | 1:05,98 | Ormos Edit Nyíregyházi VSC                                           | 1:06,02 |
| 200 m pillangóúszás    | Pócsai Andrea Vasas SC                                                | 2:18,74 | Pócsai Csilla Vasas SC                                        | 2:19,21 | Ormos Edit Nyíregyházi VSC                                           | 2:22,83 |
| 200 m vegyes úszás     | Pócsai Andrea Vasas SC                                                | 2:23,29 | Pócsai Csilla Vasas SC                                        | 2:24,59 | Orosz Andrea Bp. Spartacus                                           | 2:26,77 |
| 400 m vegyes úszás     | Pócsai Csilla Vasas SC                                                | 4:56,61 | Pócsai Andrea Vasas SC                                        | 5:03,39 | Orosz Andrea Bp. Spartacus                                           | 5:10,18 |
| 4 × 100 m gyorsváltó   | Bp. Spartacus Orosz Andrea Csikány Csilla Bajusz Andrea Hegedűs Ágnes | 4:04,86 | Eger SE Molnár Judit Bartha Mónika Havasi Emőke Fodor Ágnes   | 4:11,36 | Vasas SC Nagy Katalin Pándi Emese Korényi Krisztina Pócsai Andrea    | 4:13,58 |
| 4 × 100 m vegyes váltó | Eger SE Fodor Ágnes Koncz Csilla Ripka Nikolett Molnár Judit          | 4:37,21 | Vasas SC Nagy Katalin Pócsai Andrea Pócsai Csilla Pándi Emese | 4:37,46 | Bp. Spartacus Orosz Andrea Sipos Katalin Bajusz Andrea Hegedűs Ágnes | 4:38,80 |

## Csúcsok
A bajnokság során az alábbi csúcsok születtek:
| Esemény                         | Idő     | Név           | Csapat        | Csúcs                               |
| ------------------------------- | ------- | ------------- | ------------- | ----------------------------------- |
| Férfi 100 méteres pillangóúszás | 56,62   | Énekes Zoltán | Bp. Spartacus | Országos felnőtt, ifjúsági          |
| Férfi 200 méteres pillangóúszás | 2:01,72 | Énekes Zoltán | Bp. Spartacus | Országos felnőtt, ifjúsági          |
| Férfi 200 méteres vegyesúszás   | 2:05,50 | Wladár Sándor | Újpesti Dózsa | Országos felnőtt                    |
| Női 400 méteres gyorsúszás      | 4:21,25 | Orosz Andrea  | Bp. Spartacus | Országos felnőtt, ifjúsági, serdülő |
| Női 200 méteres pillangóúszás   | 2:18,74 | Pócsai Andrea | Vasas SC      | Országos ifjúsági, serdülő          |